# Burke (Nueva York)
Burke es un pueblo ubicado en el condado de Franklin en el estado estadounidense de Nueva York. En el año 2000 tenía una población de 1.359 habitantes y una densidad poblacional de 11.8 personas por km².

## Geografía
Burke se encuentra ubicado en las coordenadas 44°53′23″N 74°9′34″O / 44.88972, -74.15944.

## Demografía
Según la Oficina del Censo en 2000 los ingresos medios por hogar en la localidad eran de $34,318, y los ingresos medios por familia eran $36,477. Los hombres tenían unos ingresos medios de $28,295 frente a los $22,679 para las mujeres. La renta per cápita para la localidad era de $14,434. Alrededor del 16.4% de la población estaban por debajo del umbral de pobreza.